# Большое Верево
Большо́е Ве́рево (фин. Verevä) — деревня в Гатчинском муниципальном округе Ленинградской области.

## История
На «Топографической карте окрестностей Санкт-Петербурга» Военно-топографического депо Главного штаба 1817 года деревня обозначена как Верева или Крестинки на реке Верева из 8 дворов.
Как деревня Верева или Крестинки из 12 дворов она упоминается на «Топографической карте окрестностей Санкт-Петербурга» Ф. Ф. Шуберта 1831 года.

ВЕРЕВЕ — деревня принадлежит Самойловой, графине, в ней мельница мукомольная деревянная, число жителей по ревизии: 54 м. п., 47 ж. п. (1838 год)

Согласно карте Ф. Ф. Шуберта 1844 года, была только одна деревня Верева.
На этнографической карте Санкт-Петербургской губернии П. И. Кёппена 1849 года она обозначена как деревня «Werewä», расположенная в ареале расселения савакотов. Но в пояснительном тексте к этнографической карте она учитывается как две деревни:
- Werewä (Веревь), количество жителей на 1848 год: савакотов — 33 м. п., 36 ж. п., всего 69 человек
- Mosinamylly (Мельница), количество жителей на 1848 год: савакотов — 25 м. п., 19 ж. п., всего 44 человека[9]

ВЕРЕВО — деревня Царскославянского удельного имения, по просёлочной дороге, число дворов — 18, число душ — 64 м. п. (1856 год)

Согласно «Топографической карте частей Санкт-Петербургской и Выборгской губерний» в 1860 году деревня разделилась и её большая часть стала называться Большая Верева, она состояла из 18 крестьянских дворов.
Но в «Списках населённых мест Российской Империи» 1838—1862 гг., Большое и Малое Верево учитывались совместно.

ВЕРЕВО (БОЛЬШАЯ И МАЛАЯ ВЕРЕВА, МЕЛЬНИЦА) — деревня удельная при реке Вереве, число дворов — 23, число жителей: 82 м. п., 70 ж. п. (1862 год)

В 1879 году деревня Верева насчитывала 17 дворов.

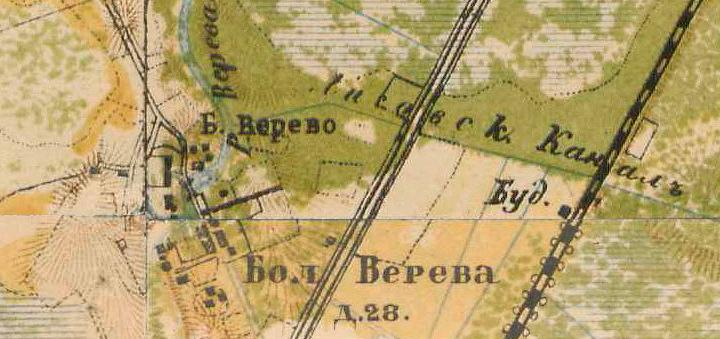
Деревня Большое Верево на карте 1885 года

В 1885 году деревня Большая Верева насчитывала 28 дворов.
В конце XIX века деревня административно относилась к Мозинской волости 1-го стана Царскосельского уезда Санкт-Петербургской губернии, в начале XX века — 4-го стана. Население деревни было однородным — финским.
К 1913 году количество дворов увеличилось до 35.
С 1917 по 1923 год деревня Большое Верево входила в состав Романовского сельсовета Мозинской волости Детскосельского уезда.
С 1923 года в составе Гатчинской волости.
Согласно данным переписи населения СССР 1926 года в деревне Большое Верево Романовского сельсовета Троцкой волости Троцкого уезда проживали 193 человека — финны и русские.
В 1928 году население деревни Большое Верево составляло 321 человек.

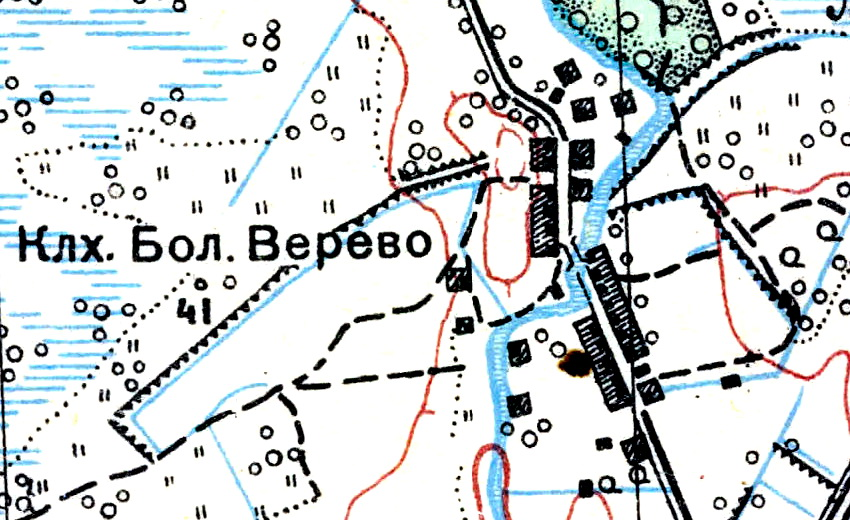
План деревни Большое Верево. 1931 год

Согласно топографической карте 1931 года деревня насчитывала 41 двор. В деревне был организован колхоз.
По данным 1933 года, деревня Большое Верево входила в состав Романовского финского национального сельсовета Красногвардейского района.
C 1 августа 1941 года по 31 января 1944 года деревня находилась в оккупации.
С 1959 года, в составе Большетайцкого сельсовета.
В 1965 году население деревни Большое Верево составляло 135 человек.
По данным 1966 и 1973 годов деревня Большое Верево также входила в состав Большетаицкого сельсовета.
По данным 1990 года деревня Большое Верево входила в состав Веревского сельсовета. Административным центром сельсовета была деревня Малое Верево.
В 1997 году в деревне проживали 92 человека, в 2002 году — 104 человека (русские — 92%).
По состоянию на 1 января 2006 года в деревне числилось 56 домохозяйств и 55 дач, общая численность населения составляла — 120 человек.
В 2007 году — 121 человек.

## География
Деревня расположена в северной части района на автодороге Р23 «Псков» (E 95, Санкт-Петербург — граница с Белоруссией) в месте примыкания к ней автодороги 41К-217 (подъезд к дер. Романовка).
Расстояние до административного центра поселения, деревни Малое Верево — 1 км.
Деревня находится близ платформы Старое Мозино. Расстояние до железнодорожной станции Верево — 4,5 км.

## Демография
| 1862 | 2006 | 2007 | 2010 | 2017 |
| ---- | ---- | ---- | ---- | ---- |
| 152  | ↘120 | ↗121 | ↗132 | ↗444 |

### Национальный состав
Согласно данным Всероссийской переписи населения 2021 года в деревне проживали 384 человека, из них:
 русские — 336, узбеки — 11, киргизы — 7, таджики — 5, татары — 5, белорусы — 2, молдаване — 2, осетины — 1, украинцы — 1, другие национальности — 2 человека, остальные национальность не указали.

## Предприятия и организации
Гатчинский филиал ЗАО «Ленмелиорация» — гидротехнические работы, благоустройство территорий.

## Достопримечательности
Дот на рубеже обороны советских войск.

## Улицы
Промзона Большое Верево, Веревская, Дачный переулок, Демидовская, Еловая, Еловый переулок, Ижорская, Киевская, Киевский переулок, Лиговская, Нагорная, Нагорный переулок, Полевая, Порховская, Речная, дорога СПб — Псков, Таицкая, Центральная, Центральный переулок.